# Letni Puchar Kontynentalny kobiet w skokach narciarskich 2011
Letni Puchar Kontynentalny kobiet w skokach narciarskich 2011 – 4. edycja Letniego Pucharu Kontynentalnego kobiet, która rozpoczęła się 19 lipca 2011 na skoczni Skalite w Szczyrku, a zakończyła 19 września 2011 na skoczni Granasen w Trondheim. Cykl składał się z 8 konkursów.

## Zwycięzcy

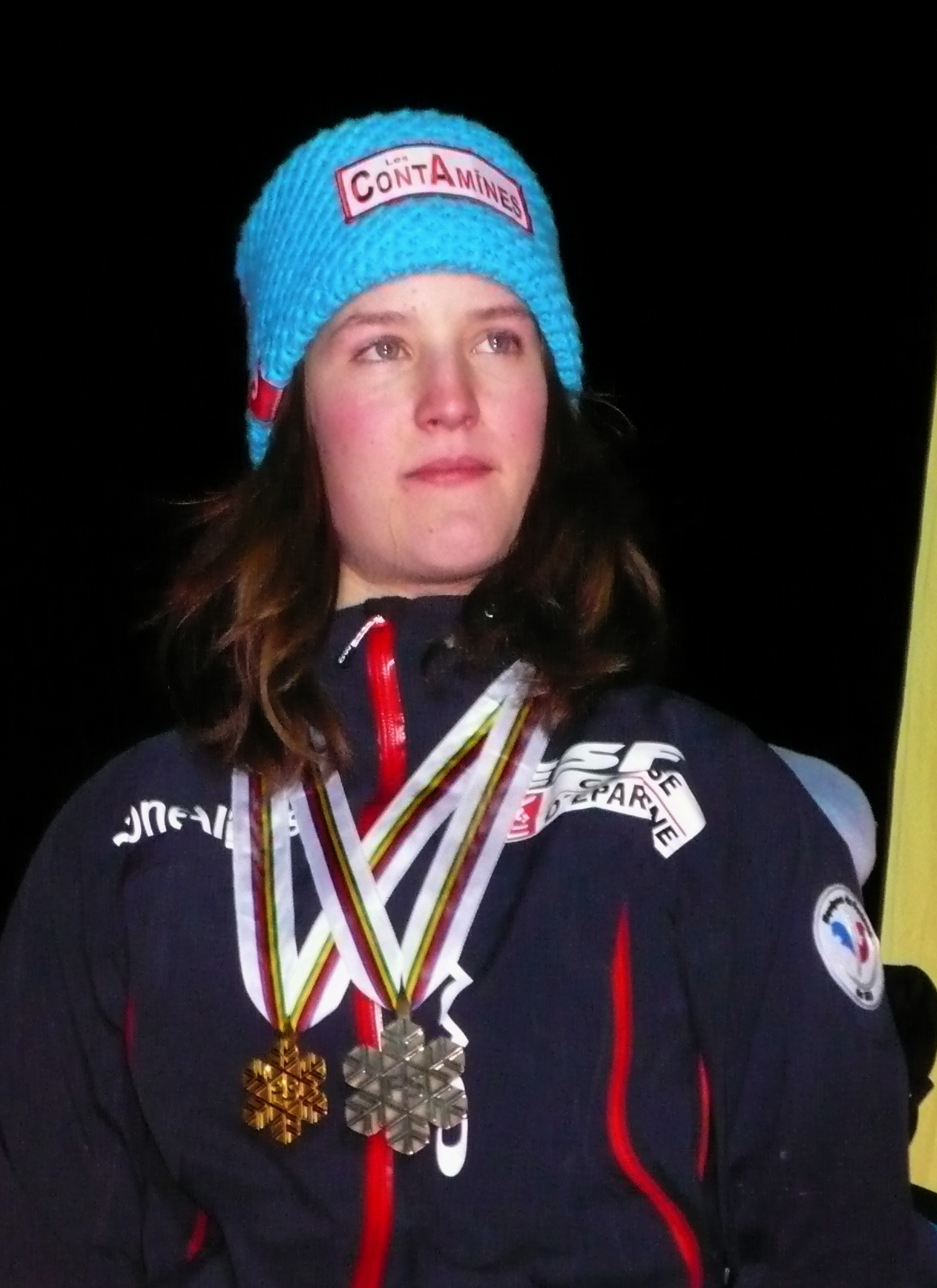
Coline Mattel – zwyciężczyni klasyfikacji generalnej

## Kalendarz i wyniki
| Lp.                                                                                  | Data                                                                                 | Miejscowość                                                                          | HS                                                                                   | Uwagi                                                                                | 1. miejsce                                  | 2. miejsce                 | 3. miejsce        |
| ------------------------------------------------------------------------------------ | ------------------------------------------------------------------------------------ | ------------------------------------------------------------------------------------ | ------------------------------------------------------------------------------------ | ------------------------------------------------------------------------------------ | ------------------------------------------- | -------------------------- | ----------------- |
| 1.                                                                                   | 19 lipca 2011                                                                        | Szczyrk                                                                              | HS-106                                                                               | –                                                                                    | Coline Mattel                               | Sara Takanashi             | Maja Vtič         |
| 2.                                                                                   | 22 lipca 2011                                                                        | Zakopane                                                                             | HS-94                                                                                | –                                                                                    | Maja Vtič                                   | Lisa Demetz                | Katharina Althaus |
| 3.                                                                                   | 13 sierpnia 2011                                                                     | Bischofsgrün                                                                         | HS-72                                                                                | –                                                                                    | Coline Mattel                               | Sara Takanashi             | Maja Vtič         |
| 4.                                                                                   | 14 sierpnia 2011                                                                     | Bischofsgrün                                                                         | HS-72                                                                                | –                                                                                    | Coline Mattel                               | Sara Takanashi             | Eva Logar         |
| 5.                                                                                   | 19 sierpnia 2011                                                                     | Oberwiesenthal                                                                       | HS-106                                                                               | –                                                                                    | Jacqueline Seifriedsberger                  | Léa Lemare                 | Daniela Iraschko  |
| 6.                                                                                   | 20 sierpnia 2011                                                                     | Oberwiesenthal                                                                       | HS-106                                                                               | –                                                                                    | Daniela Iraschko                            | Ema Klinec                 | Coline Mattel     |
| 7.                                                                                   | 10 września 2011                                                                     | Trondheim                                                                            | HS-105                                                                               | –                                                                                    | Daniela Iraschko Jacqueline Seifriedsberger | —                          | Coline Mattel     |
| 8.                                                                                   | 11 września 2011                                                                     | Trondheim                                                                            | HS-105                                                                               | –                                                                                    | Daniela Iraschko                            | Jacqueline Seifriedsberger | Katharina Althaus |
| Letni Puchar Kontynentalny kobiet w skokach narciarskich 2011 – klasyfikacja końcowa | Letni Puchar Kontynentalny kobiet w skokach narciarskich 2011 – klasyfikacja końcowa | Letni Puchar Kontynentalny kobiet w skokach narciarskich 2011 – klasyfikacja końcowa | Letni Puchar Kontynentalny kobiet w skokach narciarskich 2011 – klasyfikacja końcowa | Letni Puchar Kontynentalny kobiet w skokach narciarskich 2011 – klasyfikacja końcowa | Coline Mattel                               | Sara Takanashi             | Daniela Iraschko  |

## Statystyki indywidualne
| Zawodniczka | Szczyrk 19.07 | Zakopane 22.07 | Bischofsgrün 13.08 | Bischofsgrün 14.08 | Oberwiesenthal 19.08 | Oberwiesenthal 21.08 | Trondheim 10.09 | Trondheim 11.09 |
| Austria | Austria       | Austria        | Austria            | Austria            | Austria              | Austria              | Austria         | Austria         |
| --- | ------------- | -------------- | ------------------ | ------------------ | -------------------- | -------------------- | --------------- | --------------- |
| Chiara Hölzl | –             | –              | 37                 | dsq                | –                    | –                    | –               | –               |
| Daniela Iraschko | –             | –              | –                  | –                  | 3                    | 1                    | 1               | 1               |
| Katharina Keil | –             | –              | –                  | –                  | 16                   | 17                   | –               | –               |
| Elisabeth Raudaschl | –             | –              | 54                 | 49                 | –                    | –                    | –               | –               |
| Anna Rieser | –             | –              | 50                 | 48                 | –                    | –                    | –               | –               |
| Cornelia Roider | –             | –              | –                  | –                  | 40                   | dns                  | 31              | 27              |
| Sonja Schoitsch | –             | –              | 43                 | 46                 | –                    | –                    | –               | –               |
| Jacqueline Seifriedsberger | –             | –              | –                  | –                  | 1                    | 5                    | 1               | 2               |
| Czechy |               |                |                    |                    |                      |                      |                 |                 |
| Barbora Blažková | –             | –              | 31                 | 36                 | 29                   | 35                   | 36              | 35              |
| Michaela Doleželová | 18            | 21             | –                  | –                  | –                    | –                    | –               | –               |
| Lucie Míková | 27            | 25             | –                  | –                  | 39                   | 27                   | –               | –               |
| Vladěna Pustková | 21            | 20             | 20                 | 20                 | 31                   | 17                   | 14              | 31              |
| Michaela Rajnochová | 30            | 30             | 49                 | 35                 | 37                   | 37                   | –               | –               |
| Finlandia |               |                |                    |                    |                      |                      |                 |                 |
| Tanja Kaverinen | –             | –              | 35                 | 37                 | 35                   | 33                   | 38              | 35              |
| Julia Kykkänen | –             | –              | 12                 | 40                 | 11                   | 11                   | 8               | 25              |
| Jenny Rautionaho | –             | –              | 45                 | 44                 | 43                   | 42                   | –               | –               |
| Sanni Tuomisto | –             | –              | 55                 | 51                 | 41                   | 38                   | –               | –               |
| Francja |               |                |                    |                    |                      |                      |                 |                 |
| Julia Clair | 24            | 23             | 33                 | 31                 | 4                    | 15                   | 29              | 29              |
| Léa Lemare | 13            | 14             | 34                 | 24                 | 2                    | 7                    | 17              | 17              |
| Coline Mattel | 1             | 4              | 1                  | 1                  | 6                    | 3                    | 3               | 9               |
| Holandia |               |                |                    |                    |                      |                      |                 |                 |
| Lara Thomae | –             | –              | 45                 | 45                 | –                    | –                    | 39              | 40              |
| Wendy Vuik | 26            | 26             | 38                 | 41                 | –                    | –                    | 32              | 37              |
| Japonia |               |                |                    |                    |                      |                      |                 |                 |
| Yurika Hirayama | 15            | 18             | –                  | –                  | –                    | –                    | –               | –               |
| Yūki Itō | 10            | 17             | 32                 | 19                 | 12                   | 10                   | 20              | 13              |
| Yoshiko Kasai | 17            | 7              | 28                 | 16                 | 19                   | 6                    | 15              | 15              |
| Sara Takanashi | 2             | 11             | 2                  | 2                  | 8                    | 4                    | 5               | 5               |
| Atsuko Tanaka | 11            | 19             | –                  | –                  | –                    | –                    | –               | –               |
| Ayumi Watase | 9             | 12             | 11                 | 8                  | 7                    | 20                   | 23              | 7               |
| Niemcy |               |                |                    |                    |                      |                      |                 |                 |
| Katharina Althaus | 5             | 3              | 6                  | 7                  | –                    | –                    | 6               | 3               |
| Janine Drechsel | –             | –              | 63                 | 59                 | –                    | –                    | –               | –               |
| Melanie Faißt | 8             | 7              | 15                 | 15                 | 23                   | 24                   | 10              | 5               |
| Luisa Görlich | –             | –              | 41                 | 52                 | –                    | –                    | –               | –               |
| Ulrike Gräßler | 7             | 22             | 15                 | 28                 | 24                   | 32                   | 34              | 10              |
| Melanie Häckert | –             | –              | 47                 | 57                 | –                    | –                    | –               | –               |
| Anna Häfele | –             | –              | 4                  | 8                  | 32                   | 12                   | 21              | 14              |
| Pauline Heßler | –             | –              | 36                 | 34                 | –                    | –                    | –               | –               |
| Lucienne Höppner | –             | –              | 44                 | 30                 | –                    | –                    | –               | –               |
| Jenna Mohr | –             | –              | 25                 | 33                 | 21                   | 21                   | –               | –               |
| Anna Rupprecht | 6             | 6              | 13                 | 13                 | –                    | –                    | 29              | 38              |
| Debora Schmidt | –             | –              | 59                 | 56                 | –                    | –                    | –               | –               |
| Juliane Seyfarth | 23            | 13             | 17                 | 14                 | 20                   | 22                   | 16              | 11              |
| Ramona Straub | 22            | dsq            | 30                 | 17                 | 33                   | 31                   | –               | –               |
| Carina Vogt | –             | –              | 24                 | 12                 | 30                   | 26                   | –               | –               |
| Lea Wallewein | –             | –              | dsq                | 52                 | –                    | –                    | –               | –               |
| Svenja Würth | –             | –              | 29                 | 22                 | 28                   | 25                   | –               | –               |
| Veronika Zobel | –             | –              | 27                 | 25                 | –                    | –                    | –               | –               |
| Norwegia |               |                |                    |                    |                      |                      |                 |                 |
| Gyda Enger | –             | –              | –                  | –                  | –                    | –                    | 28              | 27              |
| Jenny Synnøve Hagemoen | –             | –              | –                  | –                  | –                    | –                    | 35              | 33              |
| Line Jahr | –             | –              | –                  | –                  | –                    | –                    | 7               | 22              |
| Silje Karlengen | –             | –              | –                  | –                  | –                    | –                    | 41              | 41              |
| Maren Lundby | –             | –              | –                  | –                  | –                    | –                    | 18              | 24              |
| Karoline Røstad | –             | –              | –                  | –                  | –                    | –                    | 40              | 39              |
| Anette Sagen | –             | –              | –                  | –                  | –                    | –                    | 21              | 19              |
| Silje Sprakehaug | –             | –              | –                  | –                  | –                    | –                    | 33              | 34              |
| Synne Steen Hansen | –             | –              | –                  | –                  | –                    | –                    | 37              | 32              |
| Polska |               |                |                    |                    |                      |                      |                 |                 |
| Joanna Gawron | 33            | 35             | 60                 | 54                 | dns                  | 44                   | –               | –               |
| Magdalena Pałasz | –             | –              | 62                 | 63                 | dns                  | dns                  | –               | –               |
| Joanna Szwab | 34            | dsq            | 58                 | 61                 | 45                   | 40                   | –               | –               |
| Rosja |               |                |                    |                    |                      |                      |                 |                 |
| Anastasija Gładyszewa | –             | 33             | 39                 | 50                 | –                    | –                    | –               | –               |
| Aleksandra Kustowa | –             | 32             | 42                 | 42                 | 42                   | dns                  | –               | –               |
| Adela Raszytowa | –             | 34             | 61                 | 62                 | –                    | –                    | –               | –               |
| Irina Taktajewa | 29            | 24             | 57                 | 39                 | 35                   | 41                   | –               | –               |
| Sofja Tichonowa | 32            | 29             | 40                 | 29                 | dns                  | dsq                  | –               | –               |
| Anastasija Wieszczikowa | 31            | 31             | 51                 | 55                 | 44                   | 43                   | –               | –               |
| Rumunia |               |                |                    |                    |                      |                      |                 |                 |
| Daniela Haralambie | 28            | 28             | 47                 | 47                 | 34                   | 39                   | –               | –               |
| Słowenia |               |                |                    |                    |                      |                      |                 |                 |
| Urša Bogataj | 20            | 15             | 8                  | 5                  | 17                   | 13                   | 24              | 20              |
| Barbara Klinec | –             | –              | 17                 | 18                 | 27                   | 29                   | –               | –               |
| Ema Klinec | –             | –              | 9                  | 4                  | 5                    | 2                    | –               | –               |
| Eva Logar | –             | –              | 5                  | 3                  | 13                   | 8                    | 12              | 12              |
| Katja Požun | 25            | 27             | 19                 | 11                 | 8                    | 19                   | 26              | 30              |
| Špela Rogelj | 12            | 16             | 10                 | 31                 | 13                   | 14                   | –               | –               |
| Anja Tepeš | –             | –              | 26                 | 37                 | 38                   | 34                   | –               | –               |
| Maja Vtič | 3             | 1              | 3                  | 10                 | 18                   | 9                    | 4               | 18              |
| Stany Zjednoczone |               |                |                    |                    |                      |                      |                 |                 |
| Jessica Jerome | –             | –              | –                  | –                  | –                    | –                    | 8               | 8               |
| Lindsey Van | –             | –              | –                  | –                  | –                    | –                    | 19              | 23              |
| Szwajcaria |               |                |                    |                    |                      |                      |                 |                 |
| Sabrina Windmüller | –             | –              | 22                 | 27                 | 22                   | 27                   | –               | –               |
| Włochy |               |                |                    |                    |                      |                      |                 |                 |
| Roberta D’Agostina | 19            | 10             | 21                 | 21                 | 26                   | 16                   | 27              | 25              |
| Lisa Demetz | 4             | 2              | 14                 | 26                 | 15                   | 30                   | 25              | 21              |
| Veronica Gianmoena | –             | –              | 56                 | 60                 | –                    | –                    | –               | –               |
| Evelyn Insam | 14            | 5              | 23                 | 23                 | 25                   | 36                   | 13              | 4               |
| Nadine Kostner | –             | –              | 53                 | 58                 | –                    | –                    | –               | –               |
| Manuela Malsiner | –             | –              | 52                 | 43                 | –                    | –                    | –               | –               |
| Elena Runggaldier | 16            | 9              | 7                  | 9                  | 10                   | 22                   | 10              | 16              |
| Legenda |               |                |                    |                    |                      |                      |                 |                 |
| 1-3 4-30 poniżej 30 dns – Zawodniczka zgłoszona nie wystartowała w konkursie dsq – Zawodniczka zdyskwalifikowana w konkursie - – Zawodniczka nie zgłoszona do konkursu |               |                |                    |                    |                      |                      |                 |                 |

## Klasyfikacja generalna
| Źródło  | Źródło                     | Źródło  | Źródło |
| Miejsce | Zawodniczka                | Występy | Punkty |
| ------- | -------------------------- | ------- | ------ |
| 1.      | Coline Mattel              | 8       | 539    |
| 2.      | Sara Takanashi             | 8       | 436    |
| 3.      | Daniela Iraschko           | 4       | 360    |
| 4.      | Maja Vtič                  | 8       | 351    |
| 5.      | Jacqueline Seifriedsberger | 4       | 325    |
| 6.      | Katharina Althaus          | 6       | 281    |
| 7.      | Ayumi Watase               | 8       | 206    |
| 8.      | Ema Klinec                 | 4       | 204    |
| 9.      | Eva Logar                  | 6       | 201    |
| 10.     | Léa Lemare                 | 8       | 189    |
| 11.     | Lisa Demetz                | 8       | 186    |
| 11.     | Melanie Faißt              | 8       | 186    |
| 13.     | Elena Runggaldier          | 8       | 185    |
| 14.     | Urša Bogataj               | 8       | 156    |
| 15.     | Evelyn Insam               | 8       | 155    |
| 16.     | Yoshiko Kasai              | 8       | 152    |
| 17.     | Anna Häfele                | 6       | 132    |
| 18.     | Yūki Itō                   | 8       | 131    |
| 19.     | Anna Rupprecht             | 6       | 122    |
| 20.     | Juliane Seyfarth           | 8       | 119    |
| ...     |                            |         |        |